# Силенциарий
Силенциарий (греч. σιλεντιάριος) — византийская придворная должность, носители которой были ответственны за поддержание порядка и тишины (лат. silentium) в Большом дворце в Константинополе. В средний период византийской истории он трансформировался в почётный византийский титул.

## История и функции
Титул впервые упоминается в императорском эдикте, датированным 326 или 328 годом. Схола силенциариев управлялась препозитом священной опочивальни, а её члены находились в ведении магистра оффиций. В обязанности силенциариев входило поддержание порядка во время императорских аудиенций и оповещение участников императорского совета (лат. consistorium, самой действо называлось лат. silentium nuntiare). Четыре силенциария были выделены служить императрице. Силенциарии избирались из сенаторов, но были избавлены от обязанностей налагаемых на этот класс.
Также существовал класс почётных силенциариев, принадлежность к которому могла быть куплена. В 437 году количество членов схолы было установлено в тридцать человек, во главе которых стояло три декурия (греч. δεκουρίωνες). Хотя изначально невысокое, своей близостью к особе монарха звание могло возвысить простого силенциария до ранга vir spectabilis в V веке, а декуриона до ранга vir illustris в VI.
После VI века пост стал носить исключительно церемониальный характер. Звание значится в списках должностей IX и X веков как предпоследнее по значимости среди почётных званий, зарезервированных для «бородатых» (то есть не-евнухов). Согласно Клиторологию, их отличительным знаком достоинства был золотой посох. Церемония их вступления в должность с использованием этого посоха лично императором описана Петром Патрикием. Последнее достоверное упоминание титула относится к царствованию Никифора II Фоки (963—969) и, как большинство титулов той эпохи, видимо, исчез в XI—XII веках.

## Известные силенциарии
- Император Анастасий I (491—518) был декурием силенциариев перед вступлением на престол.
- Павел Силенциарий, придворный поэт Юстиниана I.
- Губаз II[англ.], вассальный царь Лазики (541—554), по происхождению наполовину римлянин, служил силенциарием до своего восшествия на престол либо получил это почётное звание уже став царём.